# Evaporative Kühlung
Evaporatives Kühlen ist eine Klasse von Kühlverfahren, die darauf beruhen,
aus einem thermodynamischen System von Teilchen die jeweils energiereichsten zu entfernen. Es ist verwandt mit der Verdampfungskühlung und wird manchmal auch so bezeichnet.
Wenn es in dem System eine Wechselwirkung zwischen den Teilchen gibt, können sie thermalisieren, das heißt, es bildet sich ein neues thermodynamisches Gleichgewicht heraus. Da die mittlere Energie der verbliebenen Teilchen kleiner ist als im ursprünglichen System, ist die Temperatur des neuen Gleichgewichtszustands niedriger. Durch wiederholte Anwendung dieses Prozesses kann man sehr tiefe Temperaturen erzeugen, verliert allerdings dabei einen großen Teil der Teilchen.
Evaporative Kühlverfahren werden in der Quantenoptik zur Erzeugung von Gasen mit Temperaturen in der Nähe des absoluten Nullpunkts angewendet. Das Gas befindet sich dabei in einer magnetischen oder optischen Falle, das Entfernen der Teilchen aus der Falle erfolgt entweder von alleine oder, wesentlich effizienter, durch eine Absenkung des Fallenpotentials oder einen Übergang der Teilchen in andere interne Quantenzustände, die in der Falle nicht gefangen sind.
Evaporatives Kühlen, z. B. durch Radiofrequenz-Übergänge zwischen verschiedenen Zeeman-Zuständen in einer Magnetfalle, ist der entscheidende Schritt zum Herstellen von Bose-Einstein-Kondensaten.
Anschaulich ist das vergleichbar mit dem Abkühlen einer Tasse Kaffee durch „Pusten“. Dabei werden unter anderem heiße Teilchen nahe der Flüssigkeitsoberfläche entfernt, sodass weitere heiße Teilchen die Flüssigkeit verlassen können und in die Dampfphase übergehen. Die Flüssigkeit verliert so etwas thermische Energie (wird also kühler).